# 포이니케 여인들
《포이니케 여인들》(고대 그리스어: Φοίνισσαι, Phoinissai)은 에우리피데스가 쓴 고대 그리스 비극 작품이다.
고대 그리스 비극 작가 가운데 여성 캐릭터 묘사에 특출했던 에우리피데스는 여성 인물을 내세운 작품을 유독 많이 남겼다. 오이디푸스 가문과 테베에 내려진 저주를 다룬 ＜포이니케 여인들＞에서 돋보이는 인물은 이오카스테다. 같은 주제의 다른 비극에선 언급만 되거나 역할이 미미했던 이오카스테가 여기선 어머니로서, 아내로서, 무엇보다 테베의 왕비로서 드라마 전면에 나선다. 에우리피데스는 이오카스테라는 인물에 숨결을 불어넣고, 남편을 잃고, 아들과 혼인하고, 두 아들의 싸움으로 테베가 고통받는 것을 지켜봐야 했던 그녀의 슬픔, 고통, 절망을 생생하게 전한다.

## 개요
기원전 476년, 살라미스에서의 패전이 페르시아 궁중에 불러일으킨 충격을 담은 이방인 여인들에 대한 묘사가 중점적으로 다루어지고 있다.
에우리피데스의 포이니케 여인들에서 오이디푸스는 무력한 노인으로 등장한다. 백성과 약속 지키려 ‘파멸의 길’ 걸은 오이디푸스는 저주를 퍼붓는 고약한 노인네의 모습으로 나타난다.

## 구성
에우리피데스는 ≪포이니케 여인들≫에서 이오카스테를 형제 갈등의 중재자로 내세웠다. 오이디푸스가 물러난 뒤 그의 두 아들 에테오클레스와 폴리네이케스가 테베를 1년씩 번갈아 통치하기로 한다. 약속은 1년 만에 깨졌다. 이 일로 형제는 테베 성벽을 사이에 두고 격전을 예고하며 대치한다. 둘의 전쟁은 테베 백성들을 다시 한번 고통에 빠트릴 재앙이지만 섭정 왕 크레온도, 영웅 오이디푸스도 형제를 화해시킬 방책을 내놓지 못한다. 이때 이오카스테가 어머니로서, 테베의 왕비로서 형제를 화해시키기 위해 중재자로 나선다. 소포클레스의 비극에서 침묵해야 했던 이오카스테가 에우리피데스의 ＜포이니케 여인들＞에서 드디어 목소리를 낸다. 비장미 넘치는 이오카스테의 독백은 그녀의 슬픔과 고통, 깊은 절망을 생생하게 전한다.
에우리피데스는 ＜포이니케 여인들＞에서 이오카스테의 운명, 상실, 고통, 상처, 비탄, 애도에 초점을 맞춰 테베의 비극을 재구성했다. 대부분의 비극에서 에우리피데스는 피할 수 없는 운명의 힘 앞에서 어찌하지 못하는 인간의 한계를 다루었다. 그의 주인공들은 모두 알 수 없는 운명의 힘과 투쟁을 전개하면서 고통받는다. 에우리피데스는 인간이 처한 비참하고 암담한 상황과 조건을 묘사함으로써 고통에 시달리는 인간에게 연민을 보내고 그들의 아픔과 상처를 어루만진다.

## 등장 인물
- 이오카스테 - 오이디푸스의 어머니이자 아내
- 안티고네 - 오이디푸스와 이오카스테의 딸
- 안티고네의 가정교사
- 코러스 - 포이니케 출신 소녀들
- 폴뤼네이케스 - 오이디푸스와 이오카스테의 아들
- 에테오클레스 - 오이디푸스와 이오카스테의 아들
- 크레온 - 이오카스테의 오라비
- 테이레시아스 - 예언자
- 메노이케우스 - 크레온의 아들
- 사자1
- 사자2
- 오이디푸스 - 테바이의 전왕(前王)

## 참고 문헌
- 에우리피데스, 천병희 역, 『에우리피데스 비극 전집 2』221~298쪽, 도서출판 숲, 2009.